# Radiator
Radiátor je naprava za prenos toplote, najpogosteje z vroče vode na zrak. Poimenovanje izvira iz besede radiacija, sevanje. Poimenovanje je protislovno, saj pri prenosu toplote z običajnih radiatorjev prevladuje pojav konvekcije, naravne ali prisilne. Grelnik, pri katerem računamo predvsem na sevanje, običajno poimenujemo infra grelnik.
Izraz se najpogosteje uporablja za grelna telesa centralnega ogrevanja in za naprave v sistemih hlajenja motorjev pri avtomobilih z vodnim hlajenjem.
Za konstrukcijo radiatorjev je značilno, da skušamo povečati predvsem stično površino med radiatorjem in zrakom, na primer z rebri. Pri radiatorju centralnega ogrevanja na sliki je površina stika z zrakom povečana s širokimi presledki med kanali, po katerih se pretaka vroča voda. Prestop toplote med vodo (ali paro) na steno radiatorja z notranje strani je zaradi snovnih lastnosti vode (prevodnost, gostota) veliko boljši kot na zunanji strani, ki je v stiku z zrakom.
Pri avtomobilskih radiatorjih se boljši prestop toplote doseže s prisilnim pretokom zraka, z ventilatorjem.